# フォーラス
- イオングループ > イオングループの商業ブランド > フォーラス
- イオングループ > イオンモール > フォーラス

フォーラス (Forus） は、OPAが運営する複合ビルのブランド。

## 概要
1984年（昭和59年）、それまで総合スーパーとして営業していた、仙台市のジャスコ仙台店を業態転換し、「仙台フォーラス」として開業したのが始まりである。名前は「私たちのために」を意味する英語、「for us」からの造語。
ジャスコ株式会社（当時）では1987年（昭和62年）に専門事業部「フォーラス事業部」が設けられ、同社組織の変遷に伴いイオン、さらに2008年（平成20年）からはイオンリテールに引き継がれた。
2016年（平成28年）からはイオンモール子会社のOPAに運営が引き継がれた。今後「フォーラス」店舗は順次「オーパ」に転換する方針とされている。

### 沿革
- 1984年（昭和59年）11月1日 - ジャスコ仙台店を業態転換し、仙台フォーラスとして開店[5]。
- 1985年（昭和60年）11月22日 - ジャスコ秋田店を業態転換し、秋田フォーラスの前身となるパレドゥーを開店[6]。
- 1987年（昭和62年）
  - 3月5日 - ジャスコ株式会社（当時）内に「フォーラス事業部」が発足[7]。
  - 3月28日 - JR姫路駅前に2号店となる姫路フォーラスを開店[8]。
  - 12月4日 - JR秋田駅前に3号店となる秋田フォーラスを開店[8]。
- 1990年（平成2年）
  - 3月15日 - JR明石駅前に4号店となる明石フォーラスを開店[9]。
  - 9月22日 - JR黒崎駅前（北九州市）に5号店となる黒崎フォーラスを開店[9]。
- 1993年（平成5年）10月29日 - JR大分駅前に6号店となる大分フォーラスを開店[10]。
- 1994年（平成6年）3月12日 - ジャスコ姫路店東館を業態転換し、全館姫路フォーラスとしてリニューアルオープン[11]。
- 1998年（平成10年）8月 - 明石フォーラスを閉店。
- 1999年（平成11年）1月 - 黒崎フォーラスを閉店。
- 2006年（平成18年）11月 - JR金沢駅前に通算7号店にして初の新規店舗となる金沢フォーラスを開店。同時にロゴマークをFORuSからFORUSに変更（5色の色分けから単色に変更。小文字を大きくしたuから大文字のUに変更）。さらに、図案化した「F」を追加。
- 2008年（平成20年）8月21日 - イオンの純粋持株会社への移行に伴い、イオンリテールの運営になる
- 2011年（平成23年）3月1日 - イオンリテールがマイカルを吸収合併したのに伴い、「フォーラス事業部」は新設の「ビブレ・フォーラス事業本部」の傘下に移設。各々のブランド名は維持される。
- 2016年（平成28年）
  - 1月31日 - 姫路フォーラスを閉店。
  - 3月1日 - イオンリテールの「ビブレ・フォーラス事業本部」をOPAへ統合したのに伴い、フォーラス全店舗の運営を同社へ移管（OPAは元々ダイエーの完全子会社だったが、同日全株式をイオンへ譲渡し、簡易株式交換によりイオンモールの完全子会社となった）。
- 2017年（平成29年）2月26日 - 秋田フォーラスおよび大分フォーラスを閉店。両店舗ともオーパに転換した[3][4]。
- 2024年（令和6年）2月29日 - 仙台フォーラスがこの日をもって営業休止[12][13]。これにより、金沢フォーラスのみの営業となる。

## 店舗
2024年（令和6年）3月現在、フォーラスとして営業しているのは金沢市の1店舗のみである。

### 休業中の店舗
- 仙台フォーラス（宮城県仙台市） - フォーラスの第1号店。施設の老朽化に伴う調査のため2024年（令和6年）3月1日より休業中。

### 閉店した店舗
いずれもジャスコからの転換店舗であった。
- 明石フォーラス（兵庫県明石市） - JR明石駅前。1998年（平成10年）閉店。現在はショッピングセンター「明石ラ・メール」。
- 黒崎フォーラス（福岡県北九州市八幡西区） - JR黒崎駅前。「ジャスコ黒崎店」の業態転換。1999年（平成11年）閉店。黒崎そごう等が入居していた「メイト黒崎」の一部で、閉店後はファッションビル「メイトエンポリアム」を経て、晩年はクロサキメイト専門店街の一部であった。
- 姫路フォーラス（兵庫県姫路市） - JR姫路駅前。2016年（平成28年）1月31日閉店。
- 秋田フォーラス（秋田県秋田市） - JR秋田駅前。2017年（平成29年）2月26日閉店。耐震工事や改装を施した上、2017年10月28日に「秋田オーパ」として開業。
- 大分フォーラス（大分県大分市） - JR大分駅前。2017年（平成29年）2月26日閉店。建て替えの上、2019年6月1日に「大分オーパ」として開業。

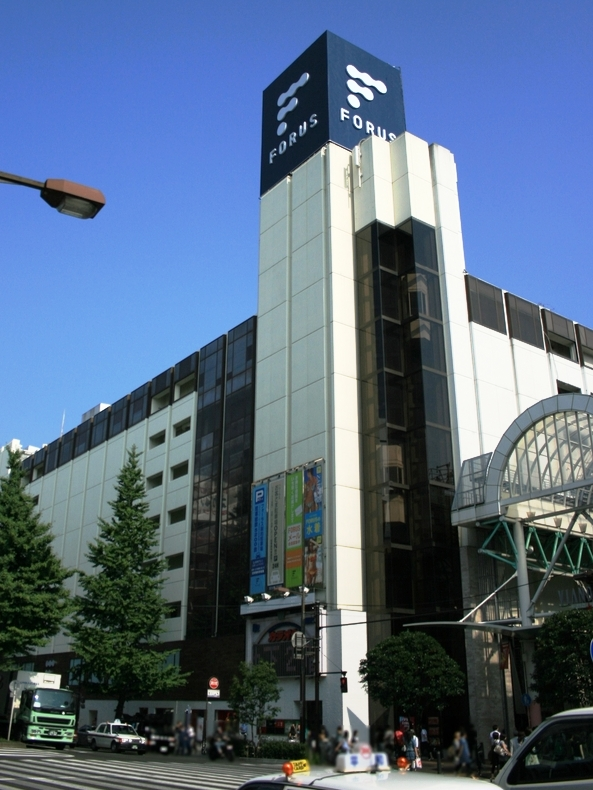
仙台フォーラス （2008年8月撮影）
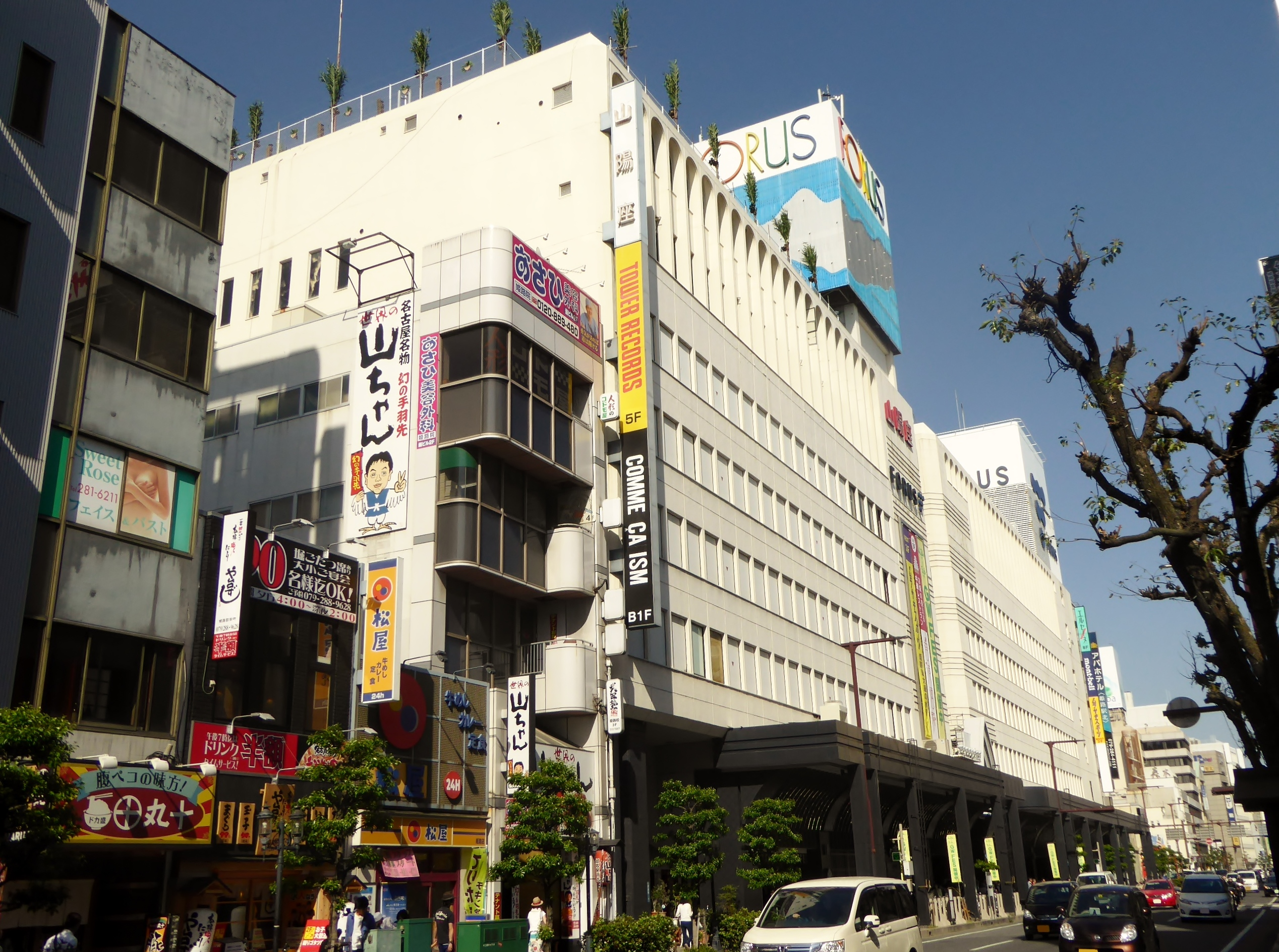
姫路フォーラス （2015年5月撮影）
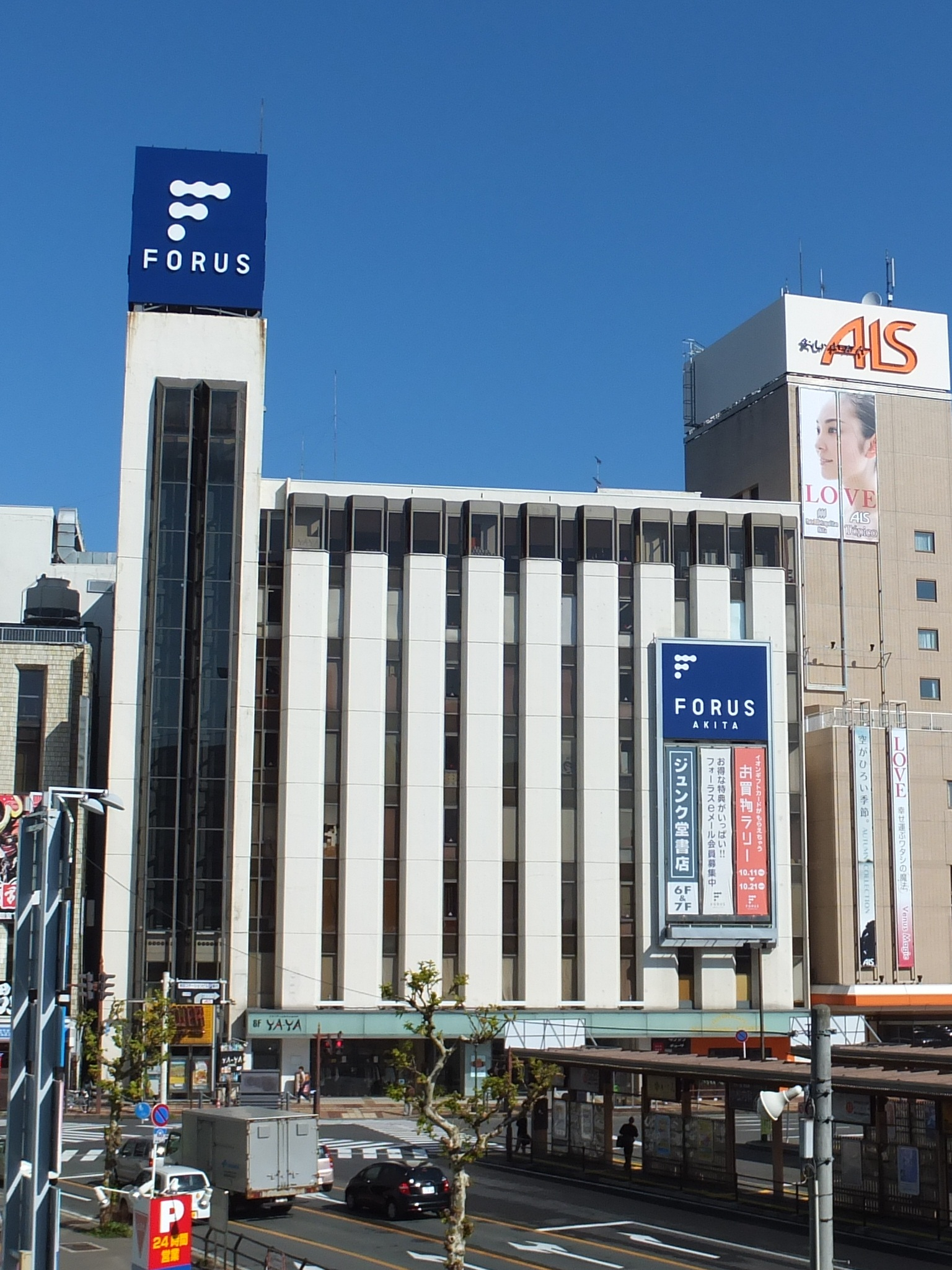
秋田フォーラス （2012年10月撮影）
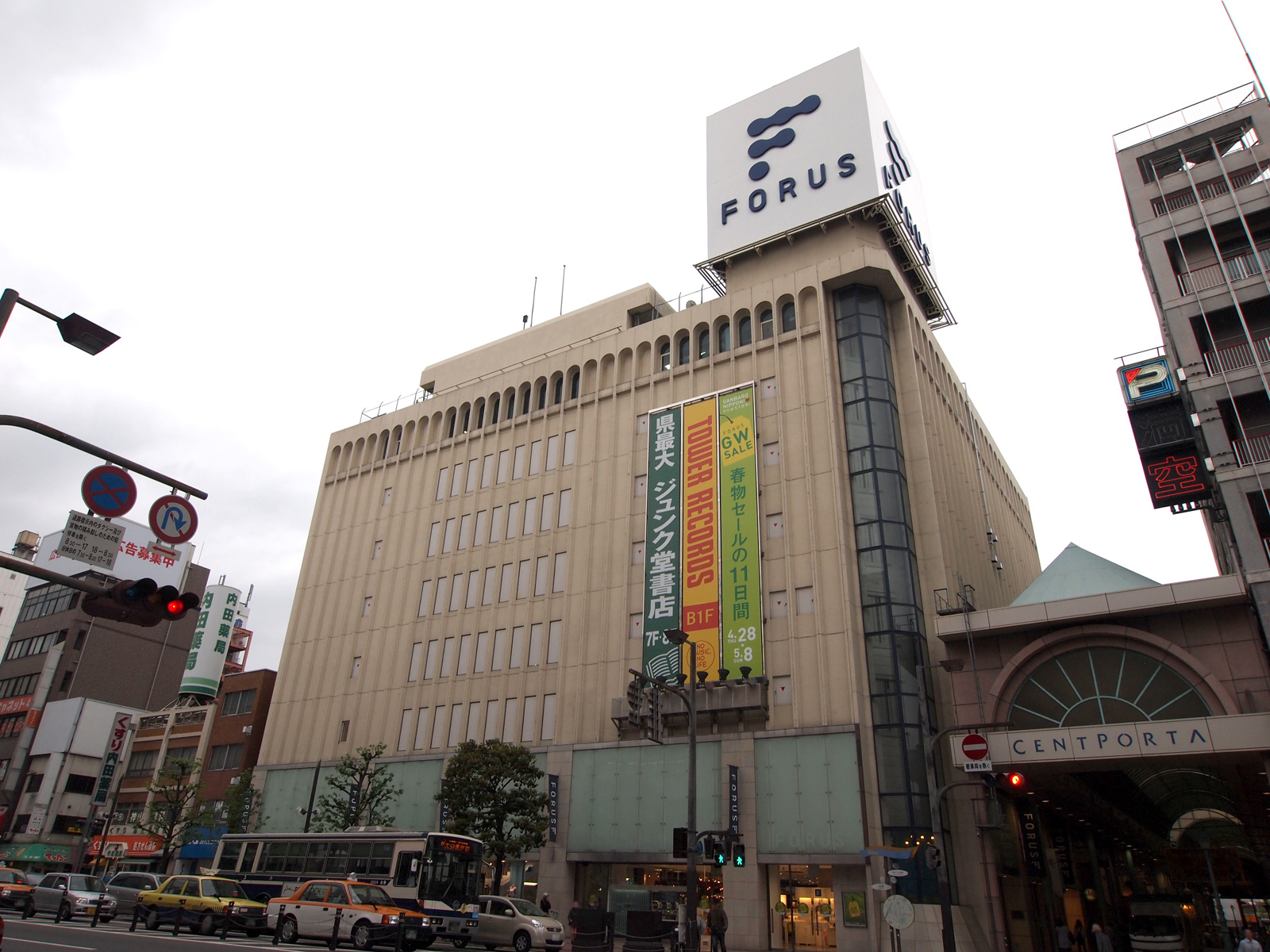
大分フォーラス （2011年5月撮影）

## フォーラス会
フォーラス各店舗内のショップ間の交流と、フォーラススタッフとの意見交換の場として、フォーラスと契約されているショップで構成される「フォーラス会」という組織がある。毎月フロア単位で行われるミーティングを通して、営業面や販促面での情報交換を行ったり、フォーラスで働いている従業員の福利厚生として親睦会や運動会、有名講師を迎えての講演会を催したりと、積極的に活動を行っている。